# Christian Wilhelm Nijhoff
Christian (ook wel Christiaan) Wilhelm Nijhoff (Arnhem, 25 mei 1861 – Amsterdam, 24 juni 1916) was een Nederlands architect.

## Levensloop
Nijhoff was een zoon van de notaris Isaac Nijhoff en zijn vrouw Mathilde Eckstein (1823-1919).
In 1981 geeft Nijhoff zijn opleiding in het kunstnijverheidsonderwijs gevolgd. 1885 verhuisde hij naar Amsterdam, waar hij zich vestigde als architect. In 1891 verhuisde hij naar Haarlem. In 1894 verhuisde hij terug naar Amsterdam.
Vanaf ca. 1899 was hij fulltime docent aan de Teekenschool voor Kunstambachten c.q. kunstnijverheidsschool Quellinus, alwaar hij 'Stijl en ornamenten' doceerde en praktijkles in architectonisch tekenen. In de periode 1899-1900 werd hij er directeur, een functie die hij er ca. 4 jaar aanhield.
Nijhoff was lid van architectuurgenootschap Architectura et Amicitia. Tot januari 1897 was hij redacteur van het tijdschrift Architectura, het orgaan van dit genootschap. Hij was ook actief lid van het Maatschappij van Nijverheid.
Hij is overleden op 26 mei 1861 en begraven op de Amsterdamse begraafplaats Zorgvlied, waar hij het graf deelt met zijn moeder.

## Oeuvre

### Architectuur

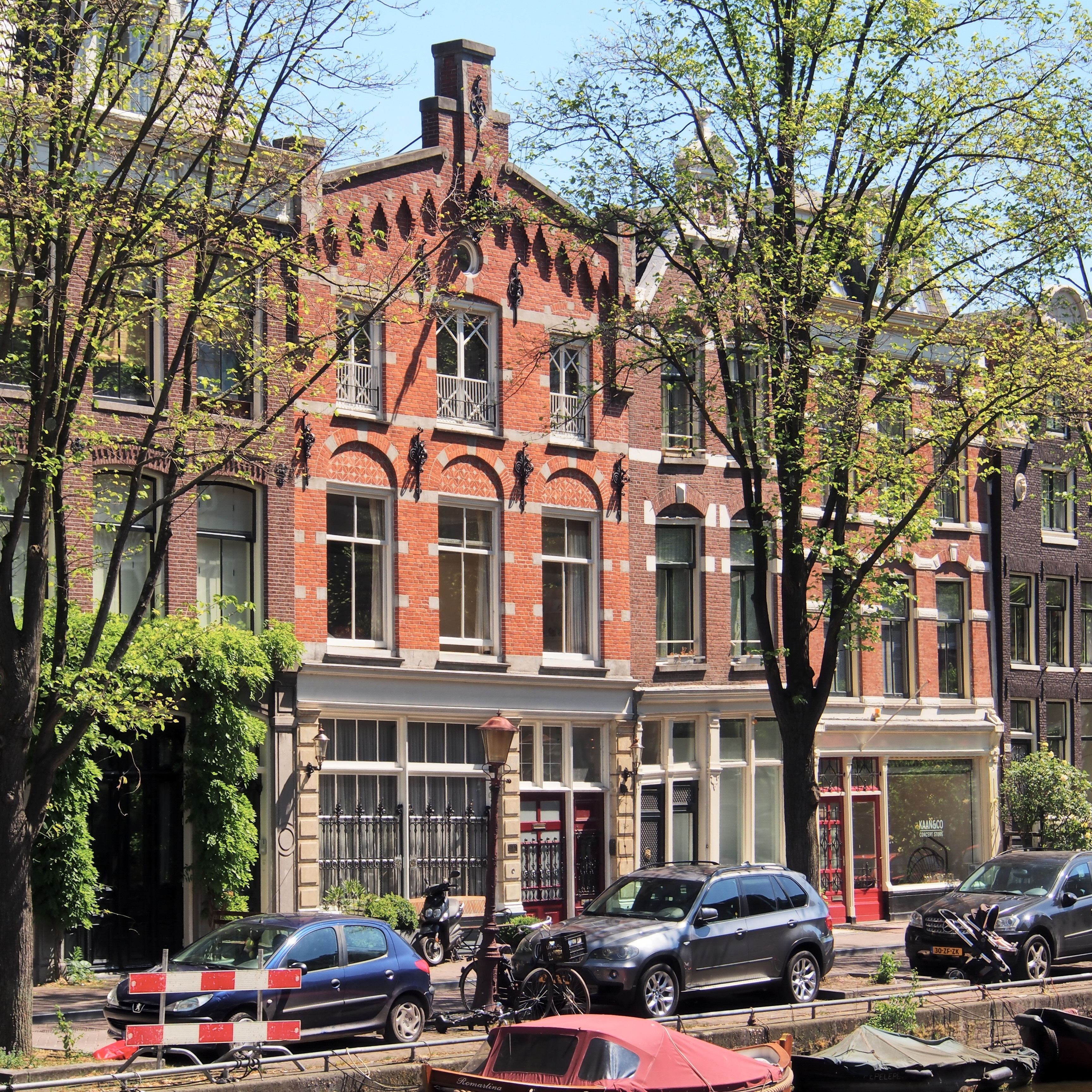
Lijnbaansgracht 290.

Van Nijhoff is slechts een handvol ontwerpen bekend: een winkelpand aan de Kalverstraat (1890), een badhuis met voorlezerswoning van de Portugees-Israëlietische Gemeente (1892) en het woonhuis Lijnbaansgracht 290. Van deze ontwerpen werd alleen het laatste uitgevoerd. Het werd gemaakt in opdracht van de meestersmid S.H. Stakebrand. Het bevat een groot aantal smeedijzeren details, zoals muurankers, een hijsbalk en traliewerk, zodat de gevel dienst deed als een soort staalkaart van werkstukken van de bewoner.

### Publicaties
Nijhoff heeft diverse kunstkritische artikels geschreven: 
- 1907: Kunstnijverheidsonderwijs, Onze Kunst[11]
- 1908: K.P.C. de Bazel, Onze Kunst[12]
- 1908: K.P.C. de Bazel (Vervolg), Onze Kunst[13]
- 1908: K.P.C. de Bazel (Vervolg en Slot), Onze Kunst[14]
- 1913: Willem Penaat, Elseviers Geïllustreerd Maandschrift[15]
- 1913: Nederland op de Ideal-Home Exhibition te Londen 1912, Onze Kunst[16]
- 1913: Nederland op de Ideal-Home Exhibition te Londen 1912 Slot, Onze Kunst[17]

### Lezingen
Kunstkritische verhandelingen tijdens vergaderingen van Architectura et Amicitia:
- Verhandeling over de geschiedenis van de Japanse kunst (8 januari 1896).
- Kunstbeschouwing over Duitse kunst (4 november 1896).